# El mundo de Quest
El Mundo de Quest es una serie animada basada en la novela gráfica, historia de Jason Kruse publicada por Komikwerks (como "El Mundo de Quest "). La serie fue creada por Cookie Jar Group, y fue animada por Mercury Filmworks. Parece ser una parodia del género fantástico que mezcla espadas, magia y tecnología, en la línea de He-Man, es creada por las siguientes productoras canadienses Teletoon y Cookie Jar Group para Teletoon.
Se estrenó el sábado 15 de marzo de 2008 en Kids' WB de The CW. CW4Kids bajó de su lista, después de ventilar la primera final de la temporada "Búsqueda del poder" el 14 de junio de 2008, en Latinoamérica el 6 de julio de 2009 y en España el 20 de septiembre de 2009. Esta serie se creó para el bloque de niños WB! .

## Premisa
Érase una vez un lejano reino llamado Odyssia en el que gobernaban un rey y una reina. Todo era paz y tranquilidad hasta que el malvado Lord Spite consiguió hacerse con el poder. Tras secuestrar a los monarcas, el villano se convirtió en un tirano odiado por sus súbditos. Solo hay una posibilidad de que todo vuelva a la normalidad: que el joven Príncipe Néstor consiga que un antiguo héroe llamado Quest le ayude a liberar a sus padres. Y así, el príncipe Néstor inicia su viaje en busca de Quest. Pero ni Néstor es un príncipe común, ni Quest es un superhéroe tradicional, ni esto es un cuento de hadas: Esto es el Mundo de Quest y en él Néstor -un joven caprichoso y acostumbrado a que todo el mundo siga sus órdenes- y Quest -un fornido superhéroe con poca paciencia y bastantes malas pulgas- verán sus destinos ligados por un hechizo que les obligará a trabajar juntos para liberar su mundo de la tiranía del malvado Lord Spite, y devolver a los padres de Néstor al trono. Solo podrán conseguirlo si encuentran una poderosa espada mística. Así, junto a otros curiosos personajes, Néstor y Quest van a emprender un viaje durante el que se verán envueltos en numerosas y divertidas aventuras para lograr su objetivo y hacer que todo vuelva a la normalidad.

## Personajes

### Héroes
- Quest: Es uno de los personajes principales de la serie. A pesar de su impactante imagen, es catalogado como un anti-héroe, porque originalmente se niega a ayudar a Néstor, y solo lo acompaña por un "hechizo de la lealtad". Anteriormente, apareció de la nada en medio de una batalla entre el ejército real, liderado por el General Ogun, y el ejército de la Semilla del Mal. Cuando Quest salvó a Néstor siendo un bebé, el rey lo recompensó nombrándolo niñero real de Néstor para toda la vida. Cuando Néstor fue secuestrado, Quest lo rescató y la reina lo desterró injustamente, desde entonces, eso se convertiría en su peor recuerdo. Su frase más común es "odio a ..." lo que ve o lo que está a punto de atacar. Emplea dos espadas gemelas de diseño futurista y usa un traje de colores azul y marrón, que resaltan su musculatura; también porta un cinturón con la letra "Q", que usa como boomerang. Quest, en el fondo, siente simpatía por Néstor, aunque normalmente no la demuestra. Un gag recurrente es que, casi siempre por su culpa, Néstor acaba bañado en diversas sustancias viscosas. Llama a Néstor con los apodos "niño" y "mocoso".

- Néstor: Otro personaje principal. Es el príncipe de Odyssia, caprichoso y soberbio. Se cree superior y que todos deberían seguir sus órdenes. Cada vez que le pide a Quest que haga algo, lo hace mal y lo humilla. Su peor recuerdo se sitúa en el periodo de la escuela secundaria porque un bravucón lo molestaba todo el tiempo. Para vengarse, llama a los guardias para que lo arresten por molestar al príncipe sin permiso, y fue condenado a trabajos forzados por 20 años. Tiene 4 espadas: la Espada de Tierra, la Espada de Fuego, la Espada de Agua y la Espada de Aire, pero en un capítulo encuentra al fin la Espada de Energía (con la que, al unirla con las otras cuatro espadas, podrá formar la Espada Shattersoul). Siempre es humillado por Quest y otras veces hace el ridículo, es un poco presumido y su mayor enemigo es Lord Spite.

- Graer: Es un grifo, antiguo amigo de Quest y formaba parte de la guardia real. Su peor recuerdo es cuando robaba a la gente su dinero, en una ocasión, lo colocó discretamente en posesión de un inocente aldeano, y este fue condenado injustamente a luchar en el Torneo del Dolor. Es algo extraño, suele tener hambre cada vez que alguien dice algo que hace referencia a la comida y prefiere comer que pelear. Le aterra el General Ogun. Es el heredero al trono de los grifos a quienes les repugna la idea de ser "responsables". Otro dato curioso es que su especie, al nacer, recibe su nombre del primer ruido que hacen de bebés.

- Gatling: Antiguo mejor amigo de Quest. Es un cyborg que es el 95% de acero (el 5% restante, aparentemente, es solo su cabeza: puede mordisquear cualquier objeto sólido, gracias a que usa tornillos como dientes, y los escupe como proyectiles). Anteriormente era el capitán de la Guardia Real y el destierro de Quest fue por su causa, puesto que él decidió su condena (a petición del rey y la reina). Su peor recuerdo fue cuando estaba en el bosque y salvó a una princesa de un cíclope, que resultó que era el esposo de la princesa y su padre lo odiaba por no ser humano, el cíclope fue arrestado y Gatling fue recompensado con monedas de oro aunque se sentía culpable. Siempre que tiene dudas o hay problemas que impliquen el liderazgo, consulta su Manual de Héroes, y siempre comparte un poco de la gloria. También cuando sufre un resfriado, cada vez que estornuda, se transforma en una máquina asesina de combate (similar a Terminator) y la enfermedad dura 24 horas. Cuando era un niño, fue adoptado por Carnavaleros (unos seres que viven en carros de cirqueros).

- Way: Es una especie de mapa viviente de aspecto tecnológico (muy parecido a Ultra T de Ben 10), que estuvo oculta en la Daga del Camino bajo una flor del Jardín de la Pestilencia. Es la guía del grupo. Siempre habla con acertijos y proverbios antiguos y se frustra porque nunca le dan crédito por mostrarles el camino. Su familia es muy parecida a ella y cuando era bebé tenía aspecto de huevo. Es la mejor amiga de Anna Math. Se llama Way porque, en inglés, significa camino.

- Anna Maht: Es una aprendiz de hechicera y es la fan número 1 de Quest. Siempre usa sus hechizos para impresionar a Quest, aunque no le sale todo como ella espera o quiere. Al principio no le salían muy bien sus hechizos (ya que la mayoría terminan dando vida a objetos inanimados, aunque sea su "especialidad", o favoreciendo a sus enemigos), pero, con el paso del tiempo, su magia va mejorando. Al comienzo de su aparición, no era muy segura de sí misma, pero con la ayuda de sus amigos consigue más confianza y resulta de mucha ayuda cuando sus amigos necesitan de su magia. Su peor recuerdo fue cuando, en su pueblo, estaba haciendo una demostración y por accidente convirtió a sus amigos en sapos, y cuando quiso arreglarlo no lo logró del todo ya que seguían croando como sapos. Anna se escapa del pueblo, mintiendo a sus habitantes diciendo que volvería. Su cara está maquillada con vetas en las mejillas y en la frente, dándole un aspecto de Shamán. Es la mejor amiga de Way, es la única que entiende sus acertijos y también es amiga del Hada de los Dientes. En la magia, su rival es Engaño, hechicera de Lord Spite.

- Albert: Es un monstruo gigante con forma de tortuga. Es la mascota del grupo. Lo usan como transporte ya que los lleva a todas partes. Según Quest, es el único que le agrada y es su supuesto mejor amigo (lo cual pone triste a Graer).

### Villanos
- Lord Spite: Su nombre completo es Lord Cornelius Evil (Malvado) Spite. Es un reptil villano emperador, que quiere las 5 espadas para poder obtener la Espada Shattersoul y así liberar al Lord Oscuro Semilla del Mal (Shadowseed). Es un poco despistado y muchas veces suele ser cómico y actuar como un niño llorón. Tiene un enorme cuerno en su cabeza y es capaz de utilizar magia, incluso se podría decir que él es más poderoso que Raymond el chamán. Es buen amigo del General Ogun: siempre están juntos aunque a veces tienen sus diferencias.

- General Ogun: Es el ayudante y amigo de Lord Spite, después de que lo recibiera al haber dejado a la familia real y haberse convertido en villano. Solía ser general y guardián de la familia real y siempre ha querido ser la niñera de Néstor, pero cuando Quest impresionó a la familia real al ver como protegió a Néstor recibió ese puesto, desde ese momento se sintió menospreciado y decidió ser villano y unirse primero con Lord Semilla del Mal y luego con Lord Spite. Cuando era humano, su armadura parecía la de un samurái, con un casco en forma de calavera, dándole un parentesco con Spawn, pero después de recibir los poderes de la Semilla del Mal, su armadura se convierte en su piel, tiene un cuerno grande en cada hombro y su abdomen ahora es una enorme boca que lleva a otra dimensión. Odia a Quest por haberle quitado el puesto de niñera, desea derrotarlo más que nadie y al igual que Lord Spite, suele ser un poco despistado y cómico. En los primeros capítulos, se mostraba muy frío con una voz aterradora, pero al avanzar los capítulos, se muestra con una actitud mucho más sensible.

- Engaño: Es la hechicera de Lord Spite y la más inteligente, está al servicio de Lord Spite aunque a veces suele aprovecharse de él para conseguir lo que quiere. Usa un traje de color negro y carmesí, levita en vez de caminar ya que no tiene piernas y en vez de cabello tiene una serpiente. Sabe cualquier tipo de conjuros y estudió odontología. Es la rival de Anna Math.

- El Guardián de la Espada Shattersoul: Cada vez que ésta se forma, él sale, al igual que casi todo. Quest lo odia y es casi tan fuerte como él. Aunque es muy rudo, tiene una gran obsesión por las esferas navideñas de las que tiene millones en su guarida. Cuando ve que rompen alguna, esto le hace sentir muy mal (lo que Quest usa como ventaja para derrotarlo). Tiene una apariencia parecida a la de un bárbaro.

- Los Hermanos Catástrofe: Son 3 ayudantes de Lord Spite, compuestos por un minotauro, un buitre y un lagarto y son los villanos a los que más suelen enfrentarse Quest y los demás. Caos (Khaos) es un minotauro que viste con una falda roja de gladiador, su característica es la inteligencia; Calamidad (Kalamity) es un buitre su característica es la agilidad y Confusión (Konfution) es un lagarto y es el más tonto y sensible de los tres. Cada vez que se mojan, se unen y su poder se aumenta, convirtiéndose en Catástrofe (Katastrofe), un híbrido de los tres hermanos, y es mucho más fuerte e inteligente.

## Episodios
Artículo principal:Anexo:Episodios de El mundo de Quest

## Reparto
Canadá y Estados Unidos
- Ron Pardo - Quest, Graer, Shadowseed, Khaos, etc...
- Landon Norris - Néstor
- James Rankin - Lord Spite, Kalamity. various
- Kedar Brown - Gatling, General Ogun, Konfusion, various
- Krystal Meadows - Anna Maht
- Melissa Altro - Way y Deceit

Latinoamérica (México y Colombia)
- Juan Carlos Tinoco - Quest
- Gloria Obregón - Néstor
- Carlo Vázquez Díaz - Graer
- José Gilberto Vilchis - Lord Spite
- Daniel del Roble - Gatling
- Leonardo García - General Ogun
- Circe Luna - Anna Maht
- Nadia García - Way
- Eduardo Fonseca - Muro de los Insultos
- Víctor Delgado - Roca 1
- Marisol Romero - Roca 2
- Dafnis Hernández - Roca 3

- Director de Doblaje y Traducción: Marisol Romero
- Supervisor de Producción: Miguel Ángel Flores

- Datos: Q2583887